# Валеријано (Порденоне)
Валеријано је насеље у Италији у округу Порденоне, региону Фурланија-Јулијска крајина.
Према процени из 2011. у насељу је живело 619 становника. Насеље се налази на надморској висини од 180 м.